# Чиркова, Людмила Борисовна
Людмила Борисовна Чиркова (род. 9 ноября 1949, Москва) — советская и российская актриса театра и кино, театральный педагог, дочь Бориса Петровича Чиркова.

## Биография
Людмила Борисовна Чиркова родилась 9 ноября 1949 года в актёрской семье Бориса Чиркова и Людмилы Геника-Чирковой. Училась в ГИТИСе, сначала на театроведческом факультете, но вскоре перевелась на актёрский (курс Григория Конского), где её однокурсниками были Михаил Филиппов и Станислав Садальский. Окончила вуз в 1973 году.
С 1973 года — актриса Московского драматического театра им. Н. В. Гоголя (с 2013 по 2022 год — актриса Гоголь-центра). 
Преподаёт на кафедре актёрского мастерства во ВГИКе.
В 2017 году сыграла в сериале «Оптимисты», создав яркий образ секретаря отдела в МИДе.

### Семья
- Дед — советский кинорежиссёр Юрий Евгеньевич Геника (1893—1965), проректор ВГИКа.
- Отец — известный советский актёр театра и кино Борис Петрович Чирков (1901—1982), народный артист СССР .
- Мать — актриса и педагог Людмила Юрьевна Геника-Чиркова (1923—2019), заслуженная артистка РСФСР.
- Муж — Николай Михайлович Васильев, кандидат физико-математических наук, начальник отдела в Минэкономразвития.
  - Сын — кинооператор Максим Чирков (род. 1984).

## Творчество

### Работы в театре
- «Слепой падишах» (Н. Хикмет) — третья ведьма
- 1973 — «Шутник» (Е. Габрилович) — Лида
- 1973 — «Одни без ангелов» (Л. Жуховицкий) — Зойка
- 1973 — «Живая музыка» — Алёнушка
- 1973 — «Карьера Бекетова» — Таня
- 1974 — «Рок-н-ролл на рассвете» — Арлин
- 1974 — «Тревожный месяц вересень» — Васька
- 1974 — «Как стать главным инженером» — Влада
- 1975 — «Пока арба не перевернулась» — Цаго
- 1975 — «Иван-да-Марья» — Марья
- 1976 — «Багряный бор» — Райка
- 1976 — «Старым казачьим способом» — Райка
- 1977 — «Дикая утка» (Г. Ибсен) — Хедвиг
- 1977 — «Верхом на дельфине» — Света
- 1978 — «Дело» (А. Сухово-Кобылин) — Лида
- 1980 — «Закон» — Алла
- 1981 — «Птички» (Ж. Ануй) — Роза
- 1982 — «Пролетая над гнездом кукушки» — Флинн
- 1983 — «Так погиб Гуска» — старшая дочь
- 2002 — «Черное молоко» — массовка
- 2013 — «Ёлка у Ивановых» — дочь
- 2014 — «Сталкер» — старушка
- 2015 — «Хармс Мыр» — профессор Трубочкин

### Фильмография
- 1977 — Машенька — Машенька
- 2010 — Склифосовский — эпизод
- 2010 — Невидимки (19-я серия, «Американская трагедия») — Вера Павловна
- 2011 — Институт благородных девиц — мать Штольц
- 2012 — Везучая — соседка
- 2013 — «Сестра моя любовь» — медсестра
- 2013 — «Куда уходит любовь» — бабушка
- 2014 — «Марьина роща» — соседка
- 2015 — «Клинок монаха» — соседка ведьма
- 2016 — «Круговорот» — жена профессора
- 2016 — «Конверт» — старушка
- 2017 — «Оптимисты» — Надежда Петровна, секретарь
- 2018 — Синичка-2 — Ирина Лазаревна Блохина
- 2019 — Детективный синдром — Галина Егоровна, бабушка Кости
- 2020 — Грозный — Ефросинья Старицкая
- 2021 — МУР-МУР — Зинаида Петровна
- 2022 — Зверобой — Машенька, юродивая
- 2023 — Тайна пропавшей деревни — Аксинья Харитонова, «Харитониха», ведьма
- 2023 — Чёрное облако — Красная шапочка
- 2024 — Противостояние — мать Милинко